# 明治村 (大分県宇佐郡)
明治村（めいじむら）は、大分県宇佐郡にあった村。現在の宇佐市の一部にあたる。

## 地理
- 河川：深見川、福貴野川、寒水川[2]
- 山岳：立石山[2]

## 歴史
- 1889年（明治22年）4月1日、町村制の施行により、宇佐郡上内河野村、福貴野村、寒水村、元村、山ノ口村、畳石村、水車村、広連村、矢畑村、下内河野村、筌ノ口村、番木村、仏木村、村部村、境坪村、川底村、新貝村、船板村、平山村が合併して村制施行し、明治村が発足[1][2]。旧村名を継承した上内河野、福貴野、寒水、元、山ノ口、畳石、水車、広連、矢畑、下内河野、筌ノ口、番木、仏木、村部、境坪、川底、新貝、船板、平山の19大字を編成[2]。
- 1934年（昭和9年）深見郵便局開設[2]
- 1951年（昭和26年）4月1日、宇佐郡竜王村（一部、大字今井・大・有徳原・西衲・野山・森・鳥越・中山）と合併し、深見村を新設して廃止された[1][2]。

## 産業
- 農業、養蚕、林産物[2]

## 教育
- 1892年（明治25年）明治尋常小学校開校[2]